# Fort Carra
Pour les articles homonymes, voir Carra.
Fort Carra est un sommet des Alpes-Maritimes, dans la haute vallée de la Tinée, singulier par sa forme rappelant celle d'un fort militaire. Il fait partie d'un groupe de sommets bordant à l'ouest le vallon de Gialorgues, entre Saint-Dalmas-le-Selvage et Estenc, comprenant l'arête Kerbrat-Metge (2 703 m), la pointe Côte de l'Âne (2 916 m), le Bec du Château (2 800 m) et la cime Dieudé-Defly. Fort Carra est de loin le plus reconnaissable par sa barre rocheuse sommitale.

## Géologie
Fort Carra et les sommets avoisinants sont composés de roches sédimentaires (grès). L'empilement des couches de grès a formé les strates donnant à ces tours rocheuses des allures de châteaux forts, et ce paysage rappelant tantôt l'Ouest américain, tantôt les Dolomites.

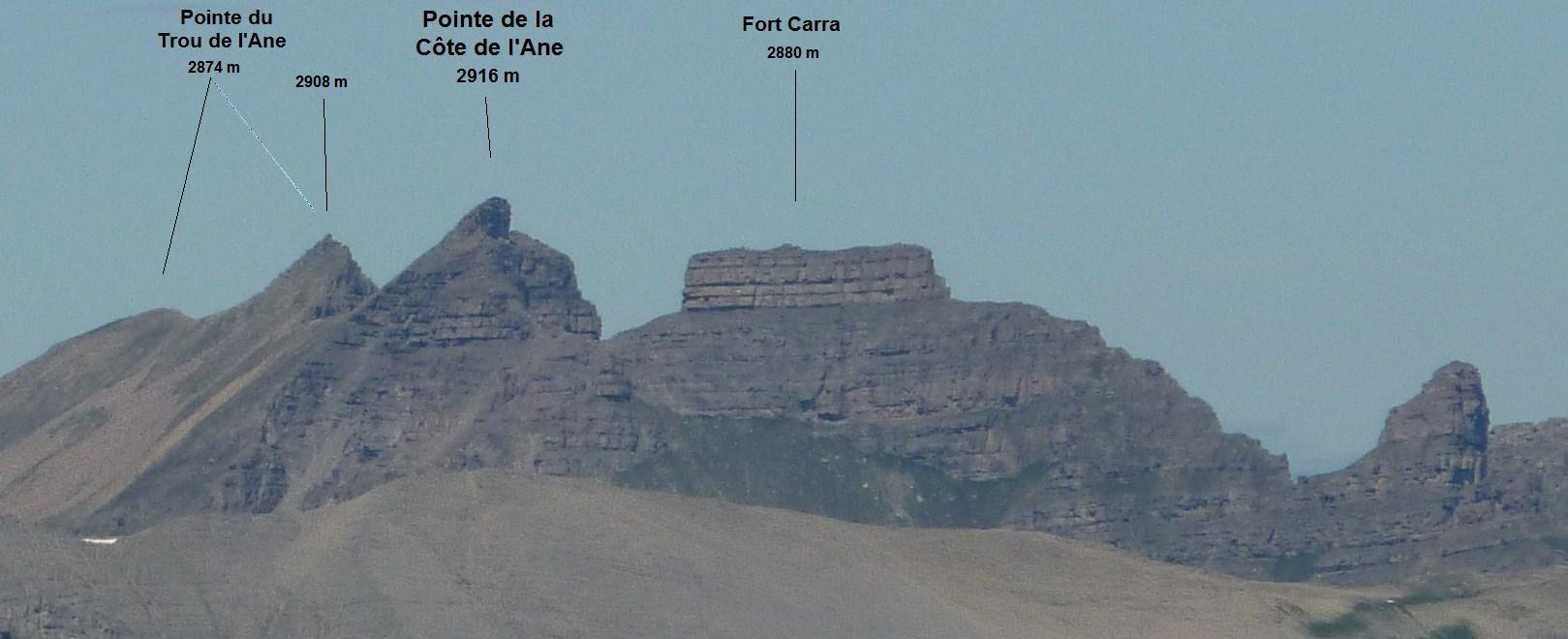
Vue légendée du chaînon de la Côte de l'Âne depuis la station de Valberg au sud-est.

### Cartographie
- Carte IGN au 1/25 000e
- Carte géologique « Allos » au 1/50 000e